# لیگ برتر هندبال زنان ایران ۱۳۹۴
لیگ برتر هندبال زنان ایران ۱۳۹۴ یازدهمین دوره لیگ برتر هندبال زنان ایران است که ۱۰ دی‌ماه ۱۳۹۴ با پنجمین قهرمانی متوالی ثامن سبزوار به پایان رسید. تیم‌های شهرداری سنندج (با مربیگری نشمین شافعیان) با ۷ امتیاز و تأسیسات دریایی با ۶ امتیاز نیز به ترتیب دوم و سوم شدند. این مسابقات اولین حضور تیم هدف پویان جوان قم در لیگ برتر بود.

## مرحله مقدماتی
مرحله مقدماتی این مسابقات با شرکت ۷ تیم در دو گروه برگزار شد که ۲ تیم برتر هر گروه در مرحله نهایی دوباره به صورت گروهی برای کسب مقام‌های اول تا چهارمی به رقابت پرداختند و ۴ تیم باقی‌مانده نیز در گروه دوم به صورت رفت و برگشتی برای کسب مقام‌های پنجم به بعد با هم به رقابت پرداختند. در مرحله مقدماتی تیم‌های شهرداری سنندج، ذوب‌آهن اصفهان، شهید چمران لارستان و تیم هدف‌پویان جوان قم در یک گروه حضور داشتند که در پایان این مرحله، شهرداری و ذوب آهن با ایستادن در جایگاه‌های اول و دوم به مرحله نهایی راه یافتند. از دیگر گروه نیز تیم‌های ثامن سبزوار و تأسیسات دریایی تهران به جمع ۴ تیم پایانی راه یافتند.
گروه الف
| رتبه | تیم                  | بازی | امتیاز | صعود و سقوط                                             |
| ---- | -------------------- | ---- | ------ | ------------------------------------------------------- |
| ۱    | ثامن سبزوار          | ۴    | ۸      | صعود به گروه اول مرحله نهایی (تیم‌های اول تا چهارم)      |
| ۲    | تاسیسات دریایی تهران | ۴    | ۴      | صعود به گروه اول مرحله نهایی (تیم‌های اول تا چهارم)      |
| ۳    | نفت و گاز گچساران    | ۴    | ۰      | صعود به گروه گروه دوم مرحله نهایی (تیم‌های پنجم تا هفتم) |

گروه ب
| رتبه | تیم                | بازی | امتیاز | صعود و سقوط                                             |
| ---- | ------------------ | ---- | ------ | ------------------------------------------------------- |
| ۱    | شهرداری سنندج      | ۶    | ۱۰     | صعود به گروه اول مرحله نهایی (تیم‌های اول تا چهارم)      |
| ۲    | ذوب آهن اصفهان     | ۶    | ۹      | صعود به گروه اول مرحله نهایی (تیم‌های اول تا چهارم)      |
| ۳    | هدف پویان جوان قم  | ۶    | ۵      | صعود به گروه گروه دوم مرحله نهایی (تیم‌های پنجم تا هفتم) |
| ۴    | شهید چمران لارستان | ۶    | ۰      | صعود به گروه گروه دوم مرحله نهایی (تیم‌های پنجم تا هفتم) |

## رده‌بندی پایانی
گروه اول (تیم‌های اول تا چهارم)
| رتبه | تیم            | بازی | امتیاز | صعود و سقوط |
| ---- | -------------- | ---- | ------ | ----------- |
| ۱    | ثامن سبزوار    | ۶    | ۱۱     |             |
| ۲    | شهرداری سنندج  | ۶    | ۷      |             |
| ۳    | تاسیسات دریایی | ۶    | ۶      |             |
| ۴    | ذوب آهن اصفهان | ۶    | ۰      |             |

گروه دوم (تیم‌های پنجم تا هفتم)
| رتبه | تیم                | بازی | امتیاز | صعود و سقوط |
| ---- | ------------------ | ---- | ------ | ----------- |
| ۵    | شهید چمران لارستان | ۴    | ۶      |             |
| ۶    | هدف پویان جوان قم  | ۴    | ۶      |             |
| ۷    | نفت و گاز گچساران  | ۴    | ۰      |             |

## برترین‌ها
پس از پایان این مسابقات فدراسیون هندبال اسامی بهترین ورزشکاران، مربیان، داوران، باشگاه‌ها و هیأت‌ها را در سال ۹۴ معرفی کرد که به شرح زیر است:
| جایزه              | نام             | باشگاه |
| ------------------ | --------------- | ------ |
| پدیده سال هندبال   | نوریه عباسی     |        |
| بازیکن اخلاق       | سمیر علی رحمانی |        |
| مربی برتر          | ناهید غارسی     |        |
| خانم گل لیگ برتر   | زهرا تقیان      |        |
| بهترین سرپرست زنان | مهری بخردی      |        |